# Contrastant
El col·lectiu Contrastant són un grup de persones que a través de la seva pàgina web analitzen de forma crítica els discursos emesos pels mitjans de comunicació.
Les seccions principals de la seva pàgina web són:
- Vés amb compte, que analitza la manera com els mitjans de comunicació tracten certes realitats conflictives, centrant la seva atenció en com es tracta la informació referent al País Basc per part dels mitjans de comunicació catalans i espanyols.[2]
- Los nacionales és una secció que s'ocupa de com els mitjans de comunicació col·laboren en la difusió del nacionalisme espanyol tot i que en principi diuen no professar aquesta ideologia.[3]
- Los regionales es dedica a les notícies de mitjans de comunicació catalans que tracten a Catalunya com una simple regió d'Espanya.[4]
- Llengües és una secció que analitza les informacions relacionades amb els usos de les llengües, sobretot pel que fa a la llengua catalana.[5]

Un dels fets que ha fet més conegut a aquest col·lectiu són els seus recomptes d'assistents de manifestacions, que publiquen a la secció Vés amb compte i que tenen una tendència a rebaixar les xifres triomfalistes dels organitzadors siguin de la ideologia que siguin o a posar en dubte l'objectivitat de la guàrdia urbana o el govern a l'hora de fer el recompte.
L'11 de febrer de 2007, dia que feia sis anys de la creació de la pàgina web, aquest col·lectiu va anunciar que deixarien d'actualitzar-la periòdicament, per falta de temps dels seus membres. Tot i això, no descarten publicar algun article de manera excepcional i continuar fent recomptes de manifestacions.